# (35727) 1999 GM1
1999 GM1 (asteroide 35727) é um asteroide da cintura principal. Possui uma excentricidade de 0.05593360 e uma inclinação de 5.76738º.
Este asteroide foi descoberto no dia 7 de abril de 1999 por Takao Kobayashi em Oizumi.